# Sŏhŭng-gun
Sŏhŭng-gun (koreanska: 서흥군) är en kommun i Nordkorea.   Den ligger i provinsen Norra Hwanghae, i den södra delen av landet, 70 km sydost om huvudstaden Pyongyang.